# Stara Loka
Stara Loka est un village de la municipalité de Škofja Loka dans la région de la Haute-Carniole en Slovénie.
C'est l'un des plus anciens établissements slovènes mentionnés pour la première fois dans des documents concernant les terres accordées par l'empereur Otton II à l'évêque Abraham de Freising dans le duché de Bavière, datant de 973 apr. J.-C.. 

## L'église
L'église paroissiale de Saint-Georges est considérée comme l'une des premières églises de Carniole et est également l'une des plus anciennes paroisses. Elle est mentionnée pour la première fois en 1074, alors qu'elle couvre toute la superficie de l'actuelle Škofja Loka. Elle est reconstruite à plusieurs reprises et obtient sa forme actuelle en 1863. Des tombes des XVIe et XVIIe siècles sont encore visibles dans certaines chapelles latérales. 

## Le château

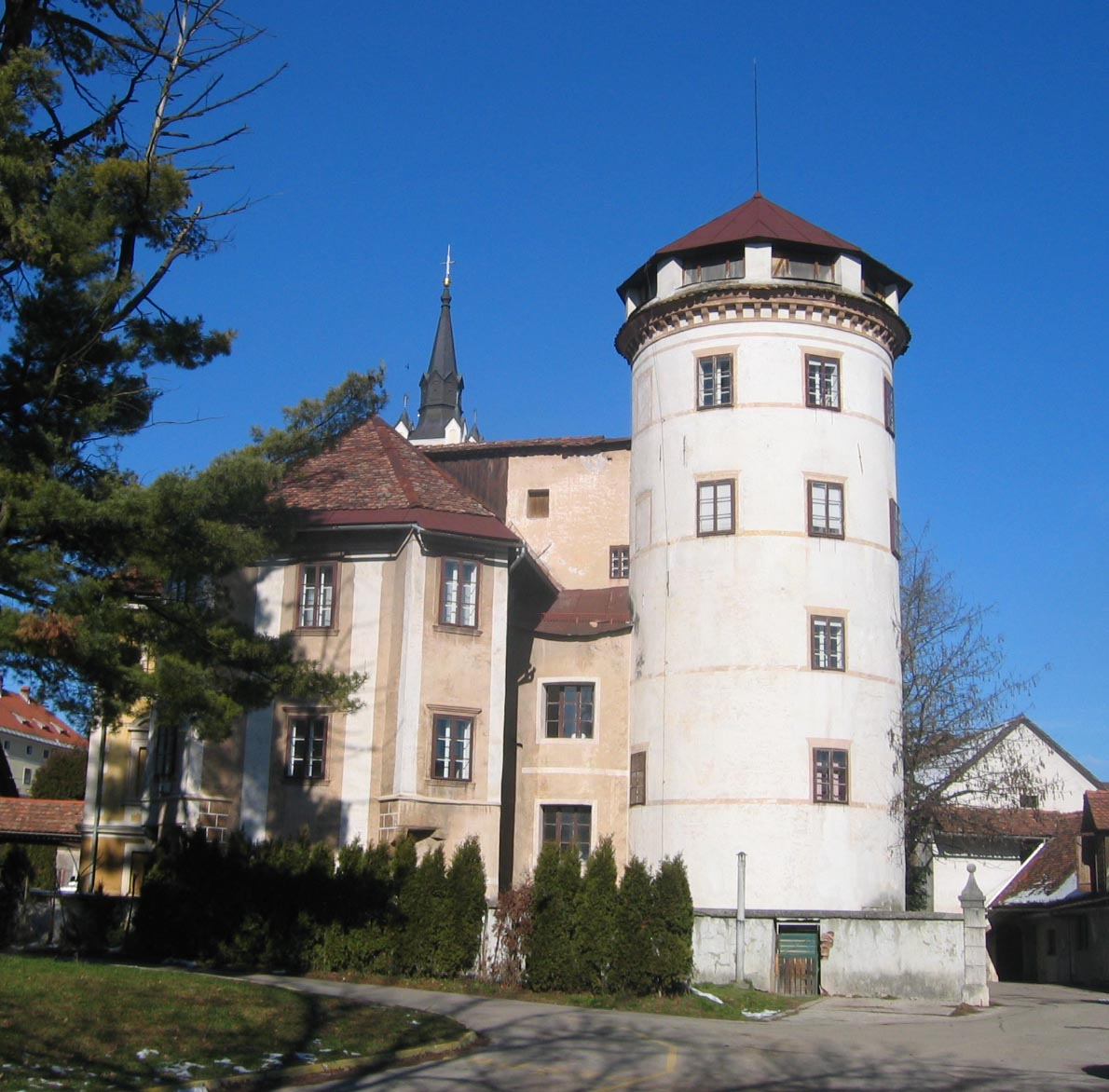
Le château

En face de l'église se trouve un manoir connu sous le nom de château de Stara Loka (slovène : Starološki grad) ou château de Strahl (slovène : Strahlov grad). Il possède une tour de défense en partie conservée de la fin du XVe siècle. Les douves autour du manoir sont aujourd'hui comblées. Il doit son nom à la famille Strahl, ses propriétaires du XIXe siècle qui l'ont partiellement reconstruit et l'ont utilisé comme résidence. Il abrite de nos jours le Centre pour les Aveugles et les Malvoyants et le Musée de la Poste. Un cadran solaire unique, lisible par les aveugles, a été construit sur sa façade en 1998.